# Fort Pembroke
Fort Pembroke (malt. Il-Fortizza ta' Pembroke) jest to fort poligonalny w Pembroke na Malcie. Został zbudowany przez Brytyjczyków w latach 1875-1878, aby bronić Victoria Lines. Fort aktualnie mieści Verdala International School.

## Historia
Fort Pembroke został zbudowany przez Brytyjczyków, aby ochraniać Grand Harbour i część Victoria Lines. Zbudowanie fortu zostało zaproponowane w roku 1873, i już 24 stycznia 1875 roku budowa ruszyła. Zakończono ją w grudniu 1878 roku. Fort ma wydłużony sześciokątny kształt, jest otoczony przez rów obronny i stok bojowy (glacis). W forcie znajdują się podziemne magazyny oraz kwatery żołnierskie z kazamatami. Uzbrojenie fortu stanowiły trzy 11-calowe działa ładowane od przodu (en) oraz jedno działo 64-funtowe (en), które zostały zainstalowane en barbette.
W połowie lat 1890. uzbrojenie fortu okazało się przestarzałe, i zamiast instalować jego nowsze wersje, zbudowano niedaleko Baterię Pembroke. Fort stał się magazynem amunicji. Jego brama została poszerzona, a pierwotny most na rolkach zastąpiony przez stały most metalowy.
W czasie II wojny światowej fort został przekształcony w obóz jeniecki dla wziętych do niewoli Niemców.
Brytyjskie instytucje wojskowe w Pembroke zostały zamknięte w roku 1978, i fort pozostawał nieużywany przez 9 lat, do roku 1987.

## Dziś
Verdala International School wprowadziła się do Fortu Pembroke w roku 1987. Od tego czasu liczba studentów w szkole wzrosła ze 110 do 400. W związku z tym szkoła powiększyła swoją bazę lokalową o kilka budynków koszarowych w pobliżu fortu. Kampus jest oddany przez rząd w dzierżawę szkole do roku 2072.
W roku 1996 fort został zaliczony przez Malta Environment and Planning Authority (MEPA) do pomników narodowych 1. stopnia. W roku 2009 status ochronny został rozszerzony o zachowane fragmenty stoku bojowego (glacis).